# Paleta (ofici)

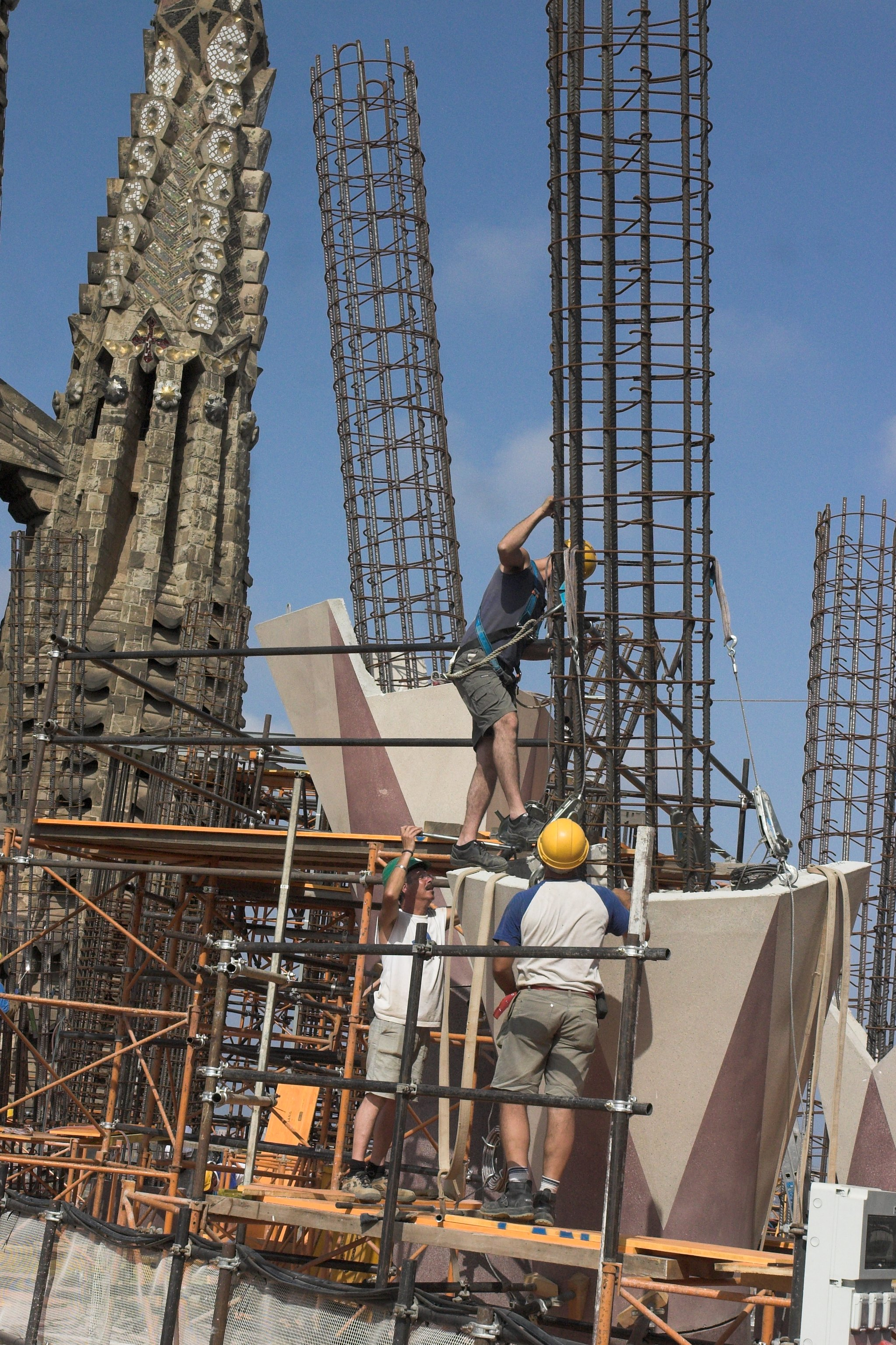
Construint la Sagrada Família

Un paleta és una persona amb coneixements professionals i d'experiència que es dedica com a ofici a la construcció, reforma, renovació i reparació d'edificis, tant habitatges com industrials. De vegades, per acurtar mots, hom anomena també «paleta» a qui en realitat és el mestre de paleta (també mestre de cases o mestre d'obra, picapedrer a les Balears, peirer en rossellonès), que és qui dirigeix els paletes i els manobres, de vegades sota la direcció d'un aparellador o d'altres no, segons el tipus d'obra.
L'ofici de paleta existeix des de temps immemorials, ja que va aparèixer amb la necessitat de construir-se habitatges i, amb ella, l'especialització de persones a saber escollir, utilitzar, i de vegades crear els diferents elements de construcció per a compondre, de manera més pràctica o més artística, un porxo, una xemeneia, una habitació, un pis més en una casa, un monument o qualsevol altra obra de construcció. El paleta ha de dominar l'ús dels diferents materials de construcció, que segons la cultura de cada indret pot ser totxana, pedra, llicorella, calç, fusta, palla, fang, rajola, metall, formigó, ciment, etc.
El patró dels paletes és sant Antoni de Pàdua, el 13 de juny, i celebrat el primer dilluns després d'aquest dia. A més de misses i trobades, amb motiu d'aquest dia se celebren concursos de paletes, com per exemple el Concurs de Paletes del Pla de l'Estany a Banyoles, el Concurs Intercomarcal de Paletes al Vendrell, cada tres anys, i el Concurs de Paletes de la província de Tarragona.

## Paletes
Alguns paletes han estat protagonistes reals o ficticis de narracions literàries, fotogràfiques o cinematogràfiques. N'és un exemple Cipriano Mera, protagonista del documental de dues hores Vivir de pie: las guerra de Cipriano Mera.